# Museu de Belles Arts de Castelló
El Museu de Belles Arts de Castelló, situat a la ciutat de Castelló de la Plana (País Valencià), és un museu d'art inaugurat l'any 1845.

## Edifici
És un edifici obra de Mansilla i Tuñón Arquitectes, que ha estat reconegut en nombrosos premis d'arquitectura a nivell nacional, com ara el Premi d'Arquitectura FAD 2001, el Premi Obra Excel·lent l'any 2001 concedit per Foment de Construccions i Contractes, i el Premi d'Arquitectura 1999-2000 del COACV (Col·legi Oficial d'Arquitectes de la Comunitat Valenciana). També ha estat finalista l'any 2001, del  Premi Mies van der Rohe d'Arquitectura Contemporània de la Unió Europea, i en aquest mateix any finalista en la III Biennal Iberoamericana d'Arquitectura.
Inaugurat el 25 de gener de 2001, es pot assenyalar que l'edifici:
| « | gira al voltant d'un claustre enjardinat amb xiprers, pertanyent a l'antic col·legi de Serra Espadà. La construcció que acull les sales és un apilament de plantes d'iguals dimensions, en què un espai a doble altura es va desplaçant, com una cascada de buits. La façana exterior està revestida per unes plaques de fosa d'alumini reciclat, en què es grava, com quedava escrit en els antics maons romans que conserva el museu, la seva destinació: MUSEU DE BELLES ARTS »(Tuñón i Mansilla, 2000, p. 71). | » |

## Història
Aquest museu és un dels més antics del País Valencià, ja que va ser fundat l'any 1845, gràcies a fons artístics rebuts de la desamortització, a principis del segle xix, de convents. En un primer moment, va ser com Museu Provincial de Belles Arts, aquest museu va tenir diferents seus a diferents llocs de la ciutat, fins que l'any 2001 es va inaugurar la seu actual a l'Avinguda Germans Bou.
L'edifici, és un referent de l'arquitectura contemporània, realitzat pels arquitectes Emilio Tuñón Álvarez i Luis Moreno Mansilla. Compta amb una infraestructura de sis sales per a l'exposició, una d'elles es dedica a les exposicions temporals, també té una biblioteca, a més d'oficines, sala de conferències i auditori, amb el qual es realitzen diferents obres culturals, com els diferents concerts que ofereixen, això correspon perfectament a la societat que el gestiona, l'anomenada Projecte Cultural de Castelló, més coneguda com a Castelló Cultural, la qual ofereix diverses activitats culturals de tota mena, entre elles les que es realitzen en aquest museu.

## Col·lecció

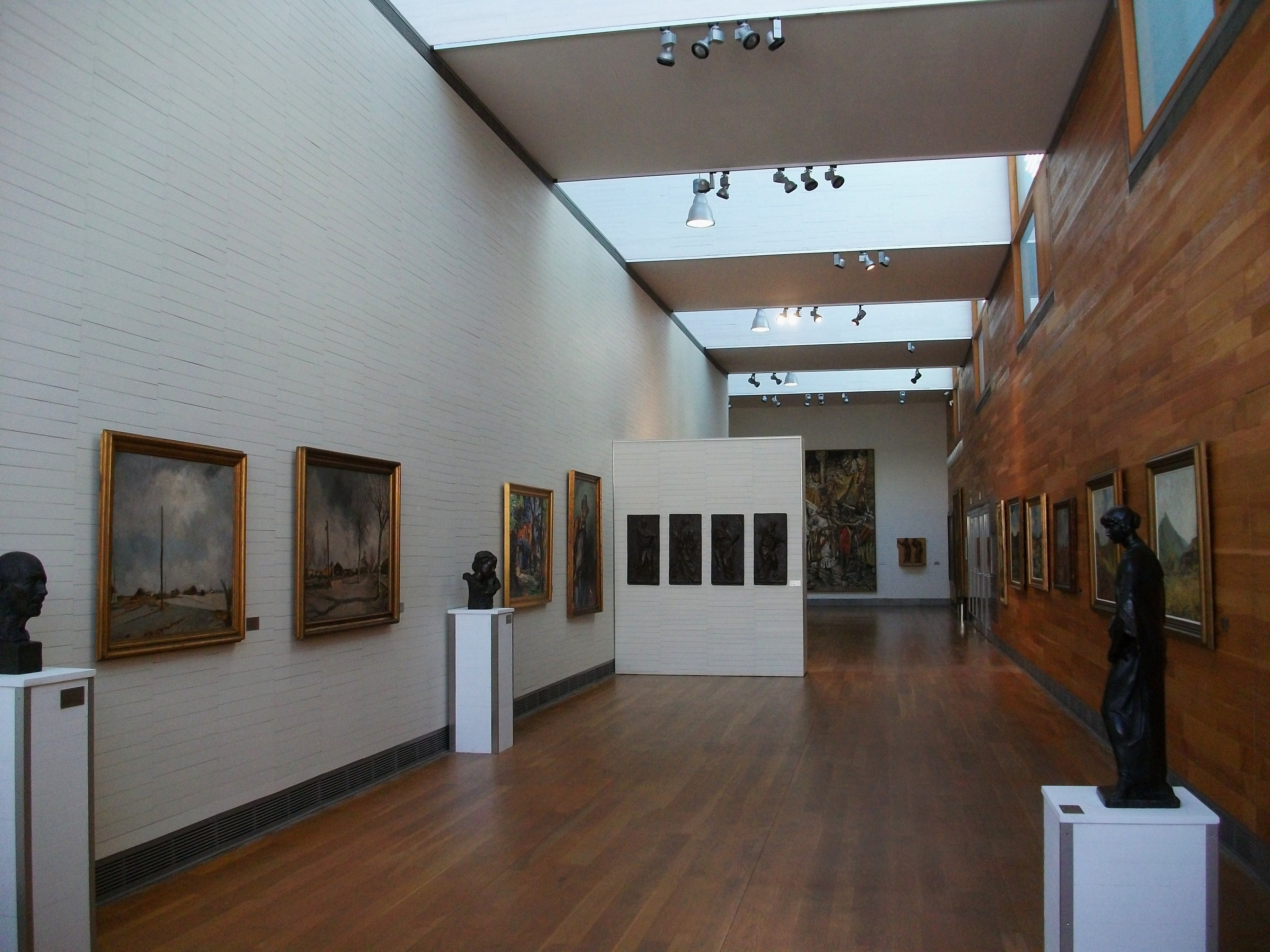
Secció de Belles Arts del museu.

Pel que fa als fons que posseeix el museu, es compon, a més de la col·lecció de la Diputació, de dipòsits de centres com el Museu del Prado, gràcies també a la desamortització d'aquest, així com donacions, entre les quals destaca les de Justo Bou Álvaro, Joan Baptista Porcar o la de Francesc Esteve Gàlvez. De les col·leccions de ceràmica destaca la d'Alcora.
Les sales abans descrites es disposen en quatre blocs al voltant d'un claustre. Les col·leccions permanents es divideixen en tres grans àrees: Arqueologia-Etnologia, Ceràmica i Pintura-Escultura.
Al soterrani es troba la secció d'Arqueologia i Etnologia, amb els seus propis recorreguts, es divideix així mateix en cinc eixos expositius: l'art i la comunicació, mostrant la importància de la comunicació en les societats humanes, destacant l'art, on destaca la mostra d'art rupestre llevantí, els arts de la subsistència, que ens mostra la forma de vida des dels primers pobladors de les terres de Castelló, els productors d'aliments, englobada en l'etnologia de les terres castellonenques, la tecnologia i el canvi cultural i les societats urbanes, aquests dos últims eixos es dediquen a explicar l'evolució etnològica en el territori, des de la prehistòria fins als nostres dies.
A la planta baixa i la primera planta es troba la col·lecció més important, que consisteix en ceràmica tradicional valenciana dels segles XV al XIX, s'exposen més de 800 peces, de diversos llocs, pertanyents totes elles del llegat de Francesc Esteve i Gàlvez. A la segona planta hi ha la pintura i escultura, gairebé totes les obres procedents de la desamortització, a la tercera, en canvi es troben les obres dels artistes vinculats a la Diputació de Castelló, com són Gabriel Puig Roda, Francisco Viciano, Francesc Gimeno Barón o Joan Baptista Porcar Ripollés, entre d'altres, així com altres artistes de renom castellonencs.